# Pojbuky
Pojbuky là một làng thuộc huyện Tábor, vùng Jihočeský, Cộng hòa Séc.